# Felelsz vagy mersz (film, 2018)
A Felelsz vagy mersz (eredeti cím: Truth or Dare) 2018-ban bemutatott amerikai természetfeletti horrorfilm, melyet Jeff Wadlow rendezett, Michael Reisz, Jillian Jacobs, Chris Roach és Wadlow forgatókönyvéből. A főbb szerepekben Lucy Hale, Tyler Posey, Violett Beane, Hayden Szeto és Landon Liboiron látható.
Az Amerikai Egyesült Államokban 2018. április 13-án mutatta be az Universal Pictures, míg Magyarországon két hónappal később szinkronizálva, június 21-én jelent meg a UIP-Dunafilm forgalmazásában.
A film forgatása 2017. június 17-én kezdődött, és július 12-én fejeződött be Los Angelesben.
Általánosságban negatív véleményeket kapott a kritikusoktól. Egyesek azt állították, hogy a film „nem volt olyan feltaláló, sem ijesztő az évtizedekkel előtte álló gyilkolós filmekhez képest”. A Metacritic oldalán a film értékelése 35% a 100-ból, ami 33 véleményen alapul. A Rotten Tomatoeson a Felelsz vagy mersz 14%-os minősítést kapott, 128 értékelés alapján. Viszont ennek ellenére bevételi szempontból jelenleg világszerte 88 millió dollárnál tart, ami a 3,5 millió dolláros költségvetését már jóval meghaladta. 

## Rövid történet
A főiskolai hallgatók egy csoportja Felelsz vagy mersz játékot kezdenek el játszani, miközben nyaralni mennek Mexikóba. Azonban azt nem sejtik, hogy halálos következményekkel jár az, ha nem teljesítik a játék feladatait.

## Cselekmény
A film nyitójelenetében, démoni hang hatására egy fiatal nő felgyújtja az egyik vásárlót. Olivia Barron (Lucy Hale) a legjobb barátaival, Markie Cameronnal (Violett Beane), Markie pasijával, Lucas Morenoval (Tyler Posey), Penelope Amarival (Sophia Ali), valamint neki két barátjával, Tyson Currannal (Nolan Gerard Funk) és Brad Changgel (Hayden Szeto) utazik el együtt Rosarito, Mexikóba. Odaérvén, Olivia a bárban belefut az egyik diáktársába, aki folyamatosan zaklatni kezdi, amíg egy férfi közbe nem avatkozik. A férfi Carter néven mutatkozik be, és végül meggyőzi őt és a csapatot, hogy csatlakozzanak hozzá italozni a kastély romjainál. Ott, Carter egy játékot, az úgynevezett "Felelsz vagy mersz?-t" kezdeményezi, Oliviával és barátaival, valamint Ronnie-val, aki követte a csoportot. A játék hamar véget vetődik, amikor Carter felfedi, hogy megtévesztette Oliviát csak azért, hogy elcsábítsa őt és barátait a kastélyba, helyet adva neki a Felelsz vagy mersz? természetfeletti játékba. Amint Carter elhagyja a helységet, elmagyarázza négyszemközt Oliviának, hogy a játék követni fogja őket, és nem tagadhatják meg.
Miután Olivia visszatér a csoporthoz, elkezdi látni a Felelsz vagy mersz kiírást több helyen, ám kezdetben azt hiszi, hogy csak megtréfálják a többiek. Azonban másnap a könyvtárban, minden látogató körül veszi és azt kérdezik tőle, hogy felelsz vagy mersz?, mindaddig amíg végül a felelsz-et válassza, és kénytelen elmondani, hogy Markie folyamatosan csalja Lucas-t. Olivia rájön, hogy csak ő látta / hallotta a felelsz vagy mersz kihívást.
Nem sokkal később Ronie nem csinál meg egy feladatot. Meghal. Majd egy újabb társuk szintén nem akar válaszolni aminek következtében a kezébe égetik a következő mondatot Felelsz vagy Mersz? A többiek nem akarnak hinni sem Oliviának sem Lucasnak.

## Szereplők
| Szereplő                        | Színész               | Magyar hang        |
| ------------------------------- | --------------------- | ------------------ |
| Olivia Barron                   | Lucy Hale             | Bogdányi Titanilla |
| Lucas Moreno                    | Tyler Posey           | Markovics Tamás    |
| Markie Cameron                  | Violett Beane         | Földes Eszter      |
| Brad Chang                      | Hayden Szeto          | Dér Zsolt          |
| Carter / Sam                    | Landon Liboiron       | Ember Márk         |
| Tyson Curran                    | Nolan Gerard Funk     | Novkov Máté        |
| Penelope Amari                  | Sophia Ali            | Mórocz Adrienn     |
| Ronnie                          | Sam Lerner            | Csiby Gergely      |
| Giselle Hammond                 | Aurora Perrineau      | Pálmai Anna        |
| Han Chang rendőr                | Tom Choi              | Gáspár András      |
| A játékot irányító Calax hangja | Gary Anthony Williams | Koncz István       |